# Bryotropha
Bryotropha é um gênero de traça pertencente à família Agonoxenidae.